# نبویشا پاوکویچ
نبویشا پاوکویچ (سیریلیک صربی: Небојша Павковић؛ زادهٔ ۱۰ آوریل ۱۹۴۶) یک ژنرال اهل جمهوری فدرال سوسیالیستی یوگسلاوی است.وی رئیس ستاد کل ارتش صربستان و مونته‌نگرو بود.
وی در سال ۲۰۰۹ توسط دادگاه بین‌المللی کیفری یوگسلاوی سابق به جرم جنایت علیه بشریت و جنایت جنگی در جریان جنگ کوزوو به ۲۲ سال زندان محکوم شد.